# سیارک ۳۸۸۲
سیارک ۳۸۸۲ (به انگلیسی: 3882 Johncox، نامگذاری:1962RN) سه هزار و هشتصد و هشتاد و دومین سیارک کشف شده‌است که در ۷ سپتامبر ۱۹۶۲ کشف شد.
قدر مطلق سیارک برابر ۱۳٫۰۰ است.